# Cais Mauá

O Cais Mauá é uma seção do porto fluvial de Porto Alegre, no Brasil, cujas características especiais o fizeram ser protegido pelos Patrimônios Históricos Nacional e Municipal. O Cais Mauá localiza-se no Canal dos Navegantes, sendo parte do Delta do Jacuí, estando à montante do Lago Guaíba.

## História
A importância histórica do Cais Mauá reside no fato de sua construção resultar de um grande esforço conjunto entre o governo e a sociedade gaúcha, que se empenhavam, no início do século XX, para modernizar a capital e incrementar a economia. O projeto do Cais foi inovador nos aspectos de higiene, funcionalidade e estética.

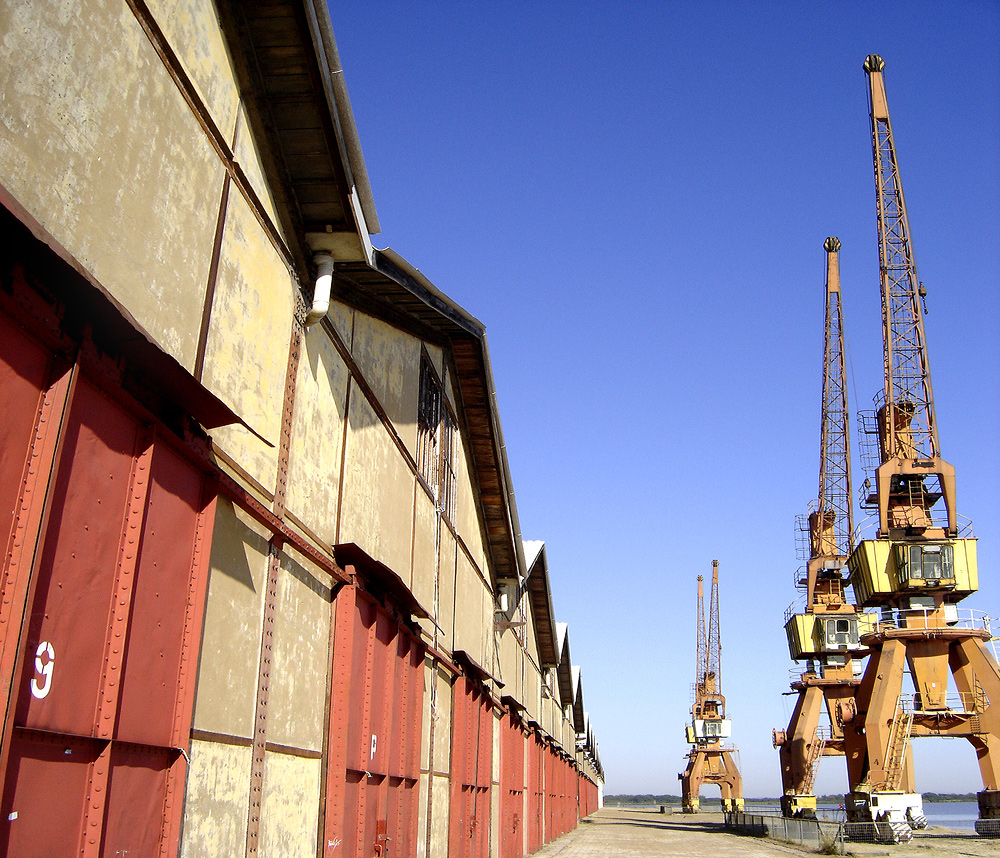
Detalhe do Cais Mauá com seus armazéns e guindastes

O conjunto não foi construído de uma só vez, mas em etapas, a partir do primeiro trecho do cais que faz frente para a Praça da Alfândega, este datando de 1911-1913. O pórtico central e os armazéns A e B são do período entre 1919 e 1922. Os demais armazéns datam de 1917 a 1927, e o prédio do DEPREC surgiu apenas em 1947.
Características singulares de sua construção também deram razões para que o conjunto fosse protegido. A estrutura dos Armazéns A1, A2, A3, A4, A5, B1, B2 e B3 compõe-se de peças metálicas rebitadas em ferro produzidas pela empresa francesa Daydé, sendo montadas no local. A estrutura é preenchida de alvenaria de tijolos maciços. O vão livre é de aproximadamente 20 metros e o comprimento de cada armazém é de cerca de 90 metros. Os armazéns, com suas coberturas com cumeeiras e telhados repetidos em duas águas, criam um ritmo arquitetônico contínuo de belo efeito. Tendo apenas um único pavimento, o seu pé-direito eleva-se de sete a dez metros. O edifício sede do DEPREC é um prédio de seis pavimentos, e seu estilo é um exemplo da transição do ecletismo para o art déco. A estrutura do prédio é de alvenaria portante com vigamento e entrepisos de concreto, e as paredes são revestidas por reboco.
O pórtico central e os armazéns A e B foram foram tombados pelo IPHAN em 1983, e a proteção foi reforçada pelo tombamento municipal do restante do conjunto em 1996, incluindo as gruas para movimentação de carga, que correm em trilhos metálicos na base da estrutura do telhado, os enormes guindastes ao longo do cais, e o pavimento de granito.

## Revitalização
O Cais Mauá há anos está no centro de uma grande controvérsia sobre seu projeto de revitalização. A área é tombada mas foi concedida a um grupo privado para desenvolvimento, mas o contrato foi terminado pelo governo depois de dez anos sem avanços. O diálogo entre o poder público e a sociedade também não têm sido produtivo e o projeto foi muito criticado por um grande grupo de especialistas, estudantes e professores da UFRGS, o Instituto dos Arquitetos do Brasil seção RS, o Observatório das Metrópoles, parlamentares da Assembleia Legislativa e da Câmara de Vereadores e outros ativistas do patrimônio, que defendem uma proposta de revitalização com foco na preservação da sua função pública e cultural, contra a especulação imobiliária e comercial, a elitização, gentrificação e fragmentação urbana.